# ミークシ
『ミークシ』（Miikshi）は、カナダのガゼル・オートメーション社が製作したパワーファーモーション作品。1960年代のジェリー＆シルビア・アンダーソン夫妻らによる一連のテレビシリーズの影響を受けている。

## あらすじ
ミブキヴィルに住む天才だが恥ずかしがりやの科学者ミークシが、その身の回りで起きることに科学的に対処していく。

## 概要
『サンダーバード50周年記念エピソード』に参加したジャスティン・T・リー、リンジー・リー（旧姓ホラン）夫妻が独自に製作した人形劇番組。当作は一連のアンダーソン夫妻のスーパーマリオネーション作品と異なり、全ての人形を下から操演するものとなっている。
5本のパイロット版が製作された後、シャフツベリー・キッズと共同で第1シーズン10話が製作され、2021年9月20日に公開された。
2022年1月5日には既存の第1シリーズに日本語字幕がつけられた。
2023年4月3日には東京大学地震研究所と共同で制作した、ミュオグラフィに関するエピソード「宇宙線」の英語版および日本語吹替版が公開された（協力：東京大学国際ミュオグラフィ連携研究機構・国際ミュオグラフィ研究所、声：西原さおり／下山吉光／有光万夕／片岡あきら、翻訳：三澤新、吹替版制作：Voquent Ltd）。この作品は同年5月27日にグランフロント大阪で上映イベントも行われた（主催：関西大学ミュオグラフィアートプロジェクト、東京大学ミュオグラフィリベラルアーツプロジェクト／協力：東京大学国際ミュオグラフィ連携研究機構、ガゼル・オートメーション、国際ミュオグラフィ研究所、国際美術研究所／挨拶：柳本顕）。2023年7月現在3本の製作が予定されていた。

## 登場人物

### 主な登場人物
ミークシ
声：リンジー・リー／西原さおり
羊。恥ずかしがりやな科学者。恥ずかしがりや故、他人との会話も覚束ないが、自宅のガレージには自身が開発したジェット機のヘイ・ユー号（Hey Ewe）を駐機し、食堂はレバーひとつで研究室へと様変わりする等、科学者としての腕は非常に高い。持ち運んでいる万能ツール“ワゴン・ホイール”で様々なことに対処することが多い。
チコライナ
声：リアナ・ベデューイ／公文のぞみ
鳥。ミークシの親友。ラジオ局で『As It Flappens』を担当している。静かなミークシに比べて非常にうるさいことを本人も自覚しているが、ミークシとは親友コンテストに一緒に出るほど仲が良く、自分こそがミークシの親友だと主張することが多い。
ゴード
声：？／片岡あきら
犬（スパニエル）。ミークシの友達。チコライナよりは大人しい。ミックス・ナッツを売ったり、NTS社の郵便配達員だったり、ライブ会場の裏方で働いたりと様々なことを行っている。パイロット版では「ダニエル」と呼ばれていたが、変更された。
クランペット博士
声：
ハムスター。自称天才科学者で実際天才科学者なのだろうが、自惚れ屋。しばしば「I am Doctor Crumpet!」と言っている。
パーシー・ディーエム
声：？／片岡あきら
豚。ミブキヴィル市長。元俳優でミークシのお気に入りの映画『Slow with Friction』の主演も演じていた。

### その他
タイガー・マーサー博士
声：
虎。クランペット博士と組んでゴールデン・ビーカー科学コンテストで優勝しようと目論む。
その他にクランペット博士の助手、地下鉄でケーキを勧めるキリン、「It’s」を繰り返し言うミブキヴィル倉庫で働く灰色のネズミ、キリンの警部とその部下のネズミなどの市民がいるが、名前が呼ばれたことはない。

## 各話リスト
| パイロット版（2019, 21年公開） |    |                                                                |                       |                          |                |          |
| 1 | 1  | "The Cosmic Potato" "コズミックポテト"                         | ジャスティン・T・リー | リンジー・リー           | 2019年1月24日  | 14分18秒 |
| 宇宙にじゃがいもを打ち上げたミークシはチコライナのラジオ番組でインタビューを受けることになるも、嘘をついて出演を回避しようとする。                                                           |    |                                                                |                       |                          |                |          |
| 12 | 2  | "Seedy Business" "トラの科学者に気をつけろ！"                  | ジャスティン・T・リー | リンジー・リー           | 2021年12月20日 | 12分30秒 |
| 有名な科学者のタイガー・マーサ博士と一緒に仕事をするためミークシは彼女を自室に招くが、博士は偶然あるものを目にする。                                                                         |    |                                                                |                       |                          |                |          |
| 第1シーズン（2021年） |    |                                                                |                       |                          |                |          |
| 2 | 1  | "Clouds and Clear" "ヘイユー号出動"                            | ジャスティン・T・リー | リンジー・リー           | 2021年9月20日  | 7分30秒  |
| ミークシは、クランペット博士が発明した気象風船を使った中継に赴いたチコライナについていくも、放送前に風船が飛ばされ、博士は自身の宇宙船で回収しに行くも不時着してしまう。                     |    |                                                                |                       |                          |                |          |
| 3 | 2  | "Stranger Than Friction" "地下鉄 危機一髪"                     | ジャスティン・T・リー | カーリー・ワット         | 2021年9月20日  | 7分30秒  |
| ミブキヴィルの地下鉄の新型車両の試乗のレポートをするチコライナについていったミークシは、憧れの元俳優で現市長のパーシー・ディーエムに会う。                                                   |    |                                                                |                       |                          |                |          |
| 4 | 3  | "The Energizer Sheep" "SOSバロウカー"                          | ジャスティン・T・リー | リンジー・リー           | 2021年9月20日  | 7分30秒  |
| 一日の開発を終えたミークシは静かに読書を楽しみたかったが、脇でチコライナが運動を騒がしくして落ち着かない。ようやく彼女は帰ったが直後に街中が停電してしまう。                                 |    |                                                                |                       |                          |                |          |
| 5 | 4  | "Crime Is the Drag" "パイ盗賊団を追え"                         | ジャスティン・T・リー | マイケル・ゴールドリスト | 2021年9月20日  | 7分30秒  |
| ミブキヴィルの街中でパイが盗まれる事件が頻発し、ミークシは速度の出る車を警察に提供するも、その車もパイ強盗団に盗まれてしまう。                                                               |    |                                                                |                       |                          |                |          |
| 6 | 5  | "The Code to Victory" "トランペットの暗号"                     | ジャスティン・T・リー | マイケル・ゴールドリスト | 2021年9月20日  | 7分30秒  |
| ミークシはゴールデン・ビーカー・科学コンテストに出場することになり、クランペット博士までも研究室を貸すほどの強力をするが、対抗馬のマーサー博士は毎回ミークシと同じものを持って会場に現れた。 |    |                                                                |                       |                          |                |          |
| 7 | 6  | "Air Popped" "ヘイユー救助隊"                                  | ジャスティン・T・リー | マイケル・ゴールドリスト | 2021年9月20日  | 7分30秒  |
| ミブキヴィルで強風の中とうもろこし祭が開かれ、街中の人が集まるが、その強風を避けようと傘でシェルターを作って写真を撮っていたチコライナが傘ごと飛ばされてしまう。                             |    |                                                                |                       |                          |                |          |
| 8 | 7  | "It’s a Wind-erful Life" "ロボット海賊を捕まえろ"              | ジャスティン・T・リー | カーリー・ワット         | 2021年9月20日  | 7分30秒  |
| チコライナの誕生日に海賊をテーマとしたお祝いを企画したミークシはロボットの58号も海賊モードにしたほか、さらにナイントゥース船長の操縦する“海賊船”で湖へ出かける。                             |    |                                                                |                       |                          |                |          |
| 9 | 8  | "Seed of Sound" "パスワードはベストフレンド"                   | ジャスティン・T・リー | カーリー・ワット         | 2021年9月20日  | 7分30秒  |
| ミブキヴィルの親友祭にチコライナとともにトランプタワー・コンテストに出場するミークシの前に、彼女の学生時代の友達グローブ博士が現れミークシは研究室を紹介する。                               |    |                                                                |                       |                          |                |          |
| 10 | 9  | "In the Heat of the Moment" "ロケット“コズミックサイロ”を救え" | ジャスティン・T・リー | リンジー・リー           | 2021年9月20日  | 7分30秒  |
| クランペット博士が宇宙船コズミック・サイロを設計し、彼が宇宙へ行く最初の市民となる予定であったが、手違いでプレゼントを渡しに来たミークシを乗せたまま宇宙船は発射してしまう。                 |    |                                                                |                       |                          |                |          |
| 11 | 10 | "Splash Landing" "大気圏再突入"                                | ジャスティン・T・リー | リンジー・リー           | 2021年9月20日  | 7分30秒  |
| 宇宙へ打ち上げられてしまった宇宙船コズミック・サイロのミークシは大気圏再突入をするが、宇宙船のパラシュートが働かず地球へ墜落を始めてしまう。                                                 |    |                                                                |                       |                          |                |          |
| 短編映画（2023年） |    |                                                                |                       |                          |                |          |
| 13 | 1  | "Cosmic Rays" "宇宙線編"                                       | ジャスティン・T・リー | リンジー・リー           | 2023年4月3日   | 14分53秒 |
| ミークシの参加するディーエム市長の進める海底トンネル建設で問題が発生した頃、市長は安全性の問題からクランペット研究所を閉鎖させていた。                                                       |    |                                                                |                       |                          |                |          |
| 14 | 2  | "Cosmic Rays 2" "宇宙線編2"                                    | ジャスティン・T・リー | リンジー・リー           | 2023年9月11日  | 10分17秒 |
| ミークシの打ち上げたじゃがいも衛星スパッドニク2号が軌道を外れ無人火山島のクラム島に墜落した。ミークシはチコライナとともにヘイユー号で島へと向かうが島に不時着してしまう。                    |    |                                                                |                       |                          |                |          |
| 15 | 3  | "Cosmic Rays 3" "宇宙線編3"                                    | ジャスティン・T・リー | リンジー・リー           | 2023年11月21日 | 11分59秒 |
| 今にも噴火しそうなクラム島で火山の地下に住むカワウソに囚われたミークシとチコライナは、救難信号を発しようとする。その頃ゴードらは空から捜索を行っていた。                                     |    |                                                                |                       |                          |                |          |

## 受賞
| 年   | 賞                                            | 部門 | 受賞対象       | 結果       | Ref.          |
| ---- | --------------------------------------------- | --- | -------------- | ---------- | ------------- |
| 2022 | Women in Film & TV - Toronto                  | Best Writing | リンジー・リー | 受賞       | [ 29 ]        |
| 2023 | Kidscreen Awards                              | Best Web/App Series—Original                                                                                        | 『ミークシ』   | 受賞       | [ 30 ]        |
| 2023 | The Youth Media Alliance Awards of Excellence | Best Program, Live Action Scripted (Preschool, Ages 3-5)                                                            | 大気圏再突入   | ノミネート | [ 31 ] [ 32 ] |
| 2023 | SOVAS Voice Arts Awards                       | 最優秀映画・TVアニメ吹替えキャラクター（海外作品） Outstanding Anime Dubbing ‒ Film or TV ‒ Best Japanese Voiceover | 片原あきら     | 未公表     | [ 33 ]        |
| 2023 | SOVAS Voice Arts Awards                       | 最優秀映画・TVアニメ吹替えキャラクター（海外作品） Outstanding Anime Dubbing ‒ Film or TV ‒ Best Japanese Voiceover | 西原さおり     | 未公表     | [ 33 ]        |

### 注
1. ↑  ただし『キャプテン・スカーレット』以降の作品では下から操演するタイプもごく一部で用いられている。
2. ↑  アンダーソンは同様の下から操演するタイプの人形を『地球防衛軍テラホークス』で導入している。
3. ↑  「宇宙線編2」から[15]。